# Mortar
Mortar (in croato Murtar) è un isolotto disabitato della Croazia, che fa parte dell'arcipelago delle isole Quarnerine ed è situato a sudest della punta meridionale della penisola d'Istria.
Amministrativamente appartiene alla città di Lussinpiccolo, nella regione litoraneo-montana.

## Geografia
Situato nella parte meridionale del Quarnaro, a 860 m dall'isola di Lussino, Mortar si trova 46,1 km a sudest dell'Istria. Più precisamente, è situata a ovest dell'ingresso della baia Englez (uvala Englez) sull'isola di Coludas.
Mortar ha una forma a goccia, con la parte più stretta rivolta a nordest, e misura 545 m di lunghezza e 276 m di larghezza massima; la sua superficie è di 0,088 km². Le coste si sviluppano per 1,4 km.
Nella parte meridionale, raggiunge la sua elevazione massima di 15 m s.l.m..

## Isole adiacenti
- Scoglio delle Monache (in croato Koludarc) è un isolotto posto 125 m[10] a est di Mortar.
- Scoglio Zabodaschi (in croato Zabodaski) è un piccolo isolotto rotondo posto 1,32 km[11] a ovest di Mortar.